# جوناثان دوري
جوناثان دوري (بالإنجليزية: Jonathan Dory)‏ هو رائد بحار ‏ أمريكي، ولد في 1975.